# Ашаб, Жауад
Жауад Ашаб (фр. Jaouad Achab; род. 20 августа 1992, Танжер) — бельгийский тхэквондист марокканского происхождения, чемпион мира и Европы, победитель летней Универсиады 2015 года.

## Биография
Жауад Ашаб родился в Марокко, где и начал заниматься тхэквондо. В 2009 году он переехал в Бельгию, где в 2013 году получил местное гражданство. На крупных мировых турнирах Жауад дебютировал на чемпионате мира 2013 года, но выбыл в 1/8 финала, проиграв тайваньцу Вэй Чжэньяню 3:4. Первую значимую награду бельгиец заработал в 2014 году, став чемпионом Европы в категории до 63 кг.
На чемпионате мира 2015 года в Челябинске Ашаб дошёл до финала соревнований, где в упорной борьбе победил чемпиона Олимпийских игр 2012 года испанца Хоэля Гонсалеса. В июне Ашаб выступил на первых Европейских играх, где неожиданно уступил уже в первом раунде, проиграв итальянцу Клаудио Тревизо. 7 декабря 2015 года были подведены итоги отборочного олимпийского рейтинга по итогам которого Ашаб стал третьим в своей весовой категории и завоевал лицензию на Олимпийские игры в Рио-де-Жанейро.
Перед началом Олимпийских игр бельгийский тхэквондист занимал 1-е место в мировом рейтинге. В первом раунде соревнований в весовой категории до 68 кг Ашаб досрочно победил представителя Папуа-Новой Гвинеи Максемиллиона Кассмана 15:1. Во втором раунде был побеждён поляк Кароль Робак. Соперником по полуфиналу для Ашаба стал бронзовый призёр Игр 2012 года в категории до 58 кг россиянин Алексей Денисенко. Поединок прошёл с преимуществом россиянина и завершился его победой со счётом 6:1. За бронзовую медаль Ашаб сражался с титулованным корейцем Ли Дэ Хуном. Бой прошёл в упорной борьбе, по итогам которой победу одержал более опытный корейский тхэквондист, а Ашаб по итогам турнира занял лишь 5-е место.

## Видеоблог
С 2017 года Ашаб ведёт свой канал на YouTube, где рассказывает о своей спортивной карьере и размещает тренировочные материалы. 